# Aberdeen (Ohio)
Aberdeen é uma vila localizada no estado norte-americano de Ohio, no Condado de Brown.

## Demografia
Segundo o censo norte-americano de 2000, a sua população era de 1603 habitantes. 
Em 2006, foi estimada uma população de 1618, um aumento de 15 (0.9%).

## Geografia
De acordo com o United States Census Bureau tem uma área de 
4,4 km², dos quais 3,7 km² cobertos por terra e 0,7 km² cobertos por água.

## Localidades na vizinhança
O diagrama seguinte representa as localidades num raio de 20 km ao redor de Aberdeen. 